# 빌리 메이스
윌리엄 데럴 메이스 주니어(영어: William Darrell Mays Jr., 1958년 7월 20일 ~ 2009년 6월 28일)는 미국의 배우이다.